# Christian List
Christian List, född 7 november 1973 i Nastätten, är professor i statsvetenskap och filosofi vid London School of Economics (LSE). Han har arbetat med kollektiva beslut, formell epistemologi, politisk filosofi och socialvetenskapernas filosofi. List studerade och disputerade vid Oxford. Han valdes in i British Academy 2014.